# Muttersholtz
Muttersholtz es una localidad y comuna francesa, situada en el departamento de Bajo Rin en la región de Alsacia.

## Demografía
| 1383 | 1450 | 1559 | 1629 | 1651 | 1719 |
| Para los censos de 1962 a 1999 la población legal corresponde a la población sin duplicidades (Fuente: INSEE [Consultar]) |      |      |      |      |      |

## Personajes célebres
- Johann Ludwig Adam, más conocido como Jean-Louis Adam (1758-1848), músico compositor y profesor de piano en el Conservatorio de París.
- Henri Welschinger (1846-1919), historiador y académico.
- Jean-Paul de Dadelsen (1913-1957), poeta.